# 三十六烷
三十六烷（英語：Hexatriacontane）是含有36個碳原子的直鏈烷烴，化學式為C36H74，外觀為無色、透明的蠟狀晶體。它理论上存在1.29530×1012种同分异构体。它可由1-溴十八烷和金属钠反应制得。